# Lake Station (Indiana)
Lake Station es una ciudad ubicada en el condado de Lake en el estado estadounidense de Indiana. En el Censo de 2010 tenía una población de 12572 habitantes y una densidad poblacional de 576,01 personas por km².

## Geografía
Lake Station se encuentra ubicada en las coordenadas 41°34′36″N 87°15′11″O / 41.57667, -87.25306. Según la Oficina del Censo de los Estados Unidos, Lake Station tiene una superficie total de 21.83 km², de la cual 21.49 km² corresponden a tierra firme y (1.55%) 0.34 km² es agua.

## Demografía
Según el censo de 2010, había 12572 personas residiendo en Lake Station. La densidad de población era de 576,01 hab./km². De los 12572 habitantes, Lake Station estaba compuesto por el 79.72% blancos, el 3.62% eran afroamericanos, el 0.52% eran amerindios, el 0.32% eran asiáticos, el 0.02% eran isleños del Pacífico, el 11.69% eran de otras razas y el 4.1% pertenecían a dos o más razas. Del total de la población el 27.97% eran hispanos o latinos de cualquier raza.